# Villa Presidente Frei
Villa Presidente Frei är en del av en befolkad plats i Chile.   Den ligger i provinsen Provincia de Santiago och regionen Región Metropolitana de Santiago, i den södra delen av landet, i huvudstaden Santiago de Chile. Villa Presidente Frei ligger 622 meter över havet och antalet invånare är 15 000.
Terrängen runt Villa Presidente Frei är varierad, och sluttar västerut. Runt Villa Presidente Frei är det mycket glesbefolkat, med 7 invånare per kvadratkilometer.. Närmaste större samhälle är Santiago de Chile, 6,3 km väster om Villa Presidente Frei. 
Runt Villa Presidente Frei är det i huvudsak tätbebyggt.